# Långsjön (Stora Tuna socken, Dalarna, 670310-146696)
Långsjön är en sjö i Borlänge kommun i Dalarna och ingår i Dalälvens huvudavrinningsområde. Sjön har en area på 0,157 kvadratkilometer och ligger 287 meter över havet.

## Delavrinningsområde
Långsjön ingår i det delavrinningsområde (670363-146636) som SMHI kallar för Inloppet i Gäsan. Medelhöjden är 293 meter över havet och ytan är 4,77 kvadratkilometer. Räknas de 6 avrinningsområdena uppströms in blir den ackumulerade arean 37,15 kvadratkilometer. Norån som avvattnar avrinningsområdet har biflödesordning 3, vilket innebär att vattnet flödar genom totalt 3 vattendrag innan det når havet efter 230 kilometer. Avrinningsområdet består mestadels av skog (87 procent). Avrinningsområdet har 0,16 kvadratkilometer vattenytor vilket ger det en sjöprocent på 3,3 procent.